# Territoriale indeling van Pernambuco

Pernambuco

De Braziliaanse deelstaat Pernambuco is ingedeeld in 5 mesoregio's, 19 microregio's en 185 gemeenten.

## Agreste Pernambucano (mesoregio)
6 microregio's, 71 gemeenten

### Alto Capibaribe (microregio)
9 gemeenten:
Casinhas -
Frei Miguelinho -
Santa Cruz do Capibaribe -
Santa Maria do Cambucá -
Surubim -
Taquaritinga do Norte -
Toritama -
Vertente do Lério -
Vertentes

### Brejo Pernambucano (microregio)
11 gemeenten:
Agrestina -
Altinho -
Barra de Guabiraba -
Bonito -
Camocim de São Félix -
Cupira -
Ibirajuba -
Lagoa dos Gatos -
Panelas -
Sairé -
São Joaquim do Monte

### Garanhuns (microregio)
19 gemeenten:
Angelim -
Bom Conselho -
Brejão -
Caetés -
Calçado -
Canhotinho -
Correntes -
Garanhuns -
Iati -
Jucati -
Jupi -
Jurema -
Lagoa do Ouro -
Lajedo -
Palmeirina -
Paranatama -
Saloá -
São João -
Terezinha

### Médio Capibaribe (microregio)
10 gemeenten:
Bom Jardim -
Cumaru -
Feira Nova -
João Alfredo -
Limoeiro -
Machados -
Orobó -
Passira -
Salgadinho -
São Vicente Ferrer

### Vale do Ipanema (microregio)
6 gemeenten:
Águas Belas -
Buíque -
Itaíba -
Pedra -
Tupanatinga -
Venturosa

### Vale do Ipojuca (microregio)
16 gemeenten:
Alagoinha -
Belo Jardim -
Bezerros -
Brejo da Madre de Deus -
Cachoeirinha -
Capoeiras -
Caruaru -
Gravatá -
Jataúba -
Pesqueira -
Poção -
Riacho das Almas -
São Bento do Una -
São Caetano -
Sanharó -
Tacaimbó

## Mata Pernambucana (mesoregio)
3 microregio's, 43 gemeenten

### Mata Meridional Pernambucana (microregio)
21 gemeenten:
Água Preta -
Amaraji -
Barreiros -
Belém de Maria -
Catende -
Cortês -
Escada -
Gameleira -
Jaqueira -
Joaquim Nabuco -
Maraial -
Palmares -
Primavera -
Quipapá -
Ribeirão -
Rio Formoso -
São Benedito do Sul -
São José da Coroa Grande -
Sirinhaém -
Tamandaré -
Xexéu

### Mata Setentrional Pernambucana (microregio)
17 gemeenten:
Aliança -
Buenos Aires -
Camutanga -
Carpina -
Condado -
Ferreiros -
Goiana -
Itambé -
Itaquitinga -
Lagoa do Carro -
Lagoa de Itaenga -
Macaparana -
Nazaré da Mata -
Paudalho -
Timbaúba -
Tracunhaém -
Vicência

### Vitória de Santo Antão (microregio)
5 gemeenten:
Chã de Alegria -
Chã Grande -
Glória do Goitá -
Pombos -
Vitória de Santo Antão

## Metropolitana do Recife (mesoregio)
4 microregio's, 15 gemeenten

### Fernando de Noronha (microregio)
1 gemeente:
Fernando de Noronha

### Itamaracá (microregio)
4 gemeenten:
Araçoiaba -
Igarassu -
Itamaracá -
Itapissuma

### Recife (microregio)
8 gemeenten:
Abreu e Lima -
Camaragibe -
Jaboatão dos Guararapes -
Moreno -
Olinda -
Paulista -
Recife -
São Lourenço da Mata

### Suape (microregio)
2 gemeenten:
Cabo de Santo Agostinho -
Ipojuca

## São Francisco Pernambucano (mesoregio)
2 microregio's, 15 gemeenten

### Itaparica (microregio)
7 gemeenten:
Belém de São Francisco -
Carnaubeira da Penha -
Floresta -
Itacuruba -
Jatobá -
Petrolândia -
Tacaratu

### Petrolina (microregio)
8 gemeenten:
Afrânio -
Cabrobó -
Dormentes -
Lagoa Grande -
Orocó -
Petrolina -
Santa Maria da Boa Vista -
Terra Nova

## Sertão Pernambucano (mesoregio)
4 microregio's, 41 gemeenten

### Araripina (microregio)
9 gemeenten:
Araripina -
Bodocó -
Exu -
Granito -
Ipubi -
Moreilândia -
Ouricuri -
Santa Cruz -
Santa Filomena

### Pajeú (microregio)
17 gemeenten:
Afogados da Ingazeira -
Brejinho -
Calumbi -
Carnaíba -
Flores -
Iguaraci -
Ingazeira -
Itapetim -
Quixaba -
Santa Cruz da Baixa Verde -
Santa Terezinha -
São José do Egito -
Serra Talhada -
Solidão -
Tabira -
Triunfo -
Tuparetama

### Salgueiro (microregio)
7 gemeenten:
Cedro -
Mirandiba -
Parnamirim -
Salgueiro -
São José do Belmonte -
Serrita -
Verdejante

### Sertão do Moxotó (microregio)
8 gemeenten:
Arcoverde -
Betânia -
Custódia -
Ibimirim -
Inajá -
Manari -
Sertânia -
Trindade
Acre · Alagoas · Amapá · Amazonas · Bahia · Ceará · Espírito Santo · Federaal District · Goiás · Maranhão · Mato Grosso · Mato Grosso do Sul · Minas Gerais · Pará · Paraíba · Paraná · Pernambuco · Piauí · Rio de Janeiro · Rio Grande do Norte · Rio Grande do Sul · Rondônia · Roraima · Santa Catarina · São Paulo · Sergipe · Tocantins